# Полихимно
Полихимно је у грчкој митологији била нимфа.

## Митологија
Хигин је наводи као једну од нисејских нимфи, чије име у слободном преводу значи „дама која је много опевана“. Била јој је поверена улога, као и другим нимфама, да чува малог Диониса. Помиње се и као додонска нимфа, која је имала исту улогу. Заправо, њено име је епитет, односно још једно име самог бога Диониса.

## Биологија
Латински назив ове личности (Polyhymno) је назив рода у оквиру породице Gelechiidae.